# إيكيبانا

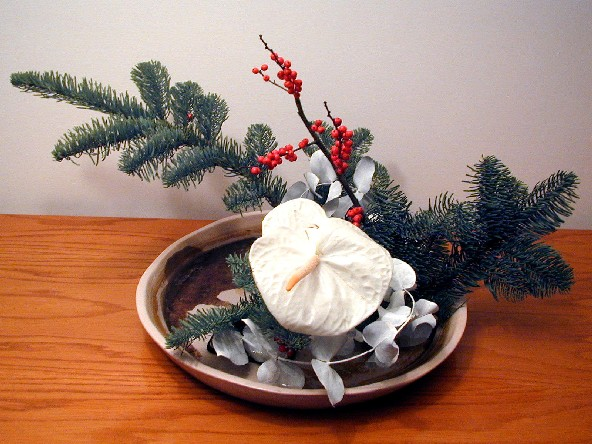
مجموعة من الزهور منسقة على طريقة الحرة (موري-بانا)

إيكيبانا (باليابانية: 生花 = الزهور الحية)(بالإنجليزية: Ikebana) من الفنون اليابانية التي تعنى بتنسيق الزهور وترتيبها، يعرف أيضا باسم كادو (花道 = طريق الزهور). وعلى عكس الفنون التي تعنى بالزهور في الغرب، والتي تهتم أكثر بالكمية والألوان، مع تركيزها أكثر على جمال الزهور بذاتها. يركز اليابانيون اهتمامهم على هيئة البنية الشكلية لنسق الزهور. يعطى فن الـ«إيكيبانا» قيمة خاصة لكل العناصر التي يتضمنها: المزهرية، سيقان الأزهار، الأوراق والأغصان. ترتكز تركيبة تنسيق الزهور اليابانية، على ثلاثة فروع رئيسية (أو أغصان)، وترمز إلى السماء، والأرض والبشر.

## التاريخ
ترجع أصول الـ«إيكيبانا» إلى الزهور التي كانت تقدم كقرابين في المعابد البوذية في القرن السادس للميلاد -تاريخ دخول البوذية إلى البلاد-. كان يتم وضع الزهور والأغصان بحيث تدير وجهها إلى السماء. تطور فن خاص بتنسيق الزهور يدعى «ريكا» في القرن الخامس عشر (15) للميلاد، وتتمثل مظاهر جمال الطبيعة في كل العناصر التي يعرضها. ترمز أغصان الصنوبر إلى الأحجار الصخور، فيما ترمز زهور الأقحوان الأبيض إلى الأنهار والجداول. أصبح الـ«ريكا» من الفنون الشعبية في القرن السابع عشر (17) للميلاد، وغالبا ما كان يتخذ في المراسيم والاحتفالات. يكاد يقع اليوم في طي النسيان، ويعتبره البعض فنا أتى عليه الدهر.
حدث التحول الأبرز في تاريخ هذا الفن في القرن الخامس عشر (15) للميلاد (فترة موروماتشي)، أثناء عهد حكم الشوغون «أشيكاغا يوشي-ماسا» ع (1436-1490 م). قام «يوشي-ماسا» ببناء بعض المرافق الكبيرة وشيد فيها بيوتا صغيرة، كان يريد أن يعبر عن مدى قناعته وتعلقه بالحياة البسيطة. كانت هذه البيوت تحتوي على مخادع (غرف نوم) أو «توكونوما»، خصصت هذه الغرف لتوضع فيها المقتنيات الفنية وتنسيقات الزهور. تم أثناء هذه الفترة تبسيط قواعد الـ«إيكيبانا» حتى يتمكن جميع الناس، ومن مختلف الطبقات ممارسته.
عرف القرن السادس عشر (16) للميلاد، ظهور نوع جديد من الـ'إيكيبانا". أطلق عليه تسمية "ناغي-إيري" (nageire = 投げ入れ = إلقاء، إسقاط + داخل)، تميز هذا النوع ببساطته وتم إدخاله في مراسيم طقوس الشاي (سادو). يتم تنسيق الزهور بطريقة يجب أن تبدوا طبيعية بقدر الإمكان، مهما كانت العناصر التي سيتم استعمالها. نظرا لأنه ظل ملازما لطقوس الشاي فقد أطلق عليه لاحقا على هذا النوع من التنسيقات اسم "تشا-بانا" (茶花 = زهور الشاي).

## الفترة الحديثة

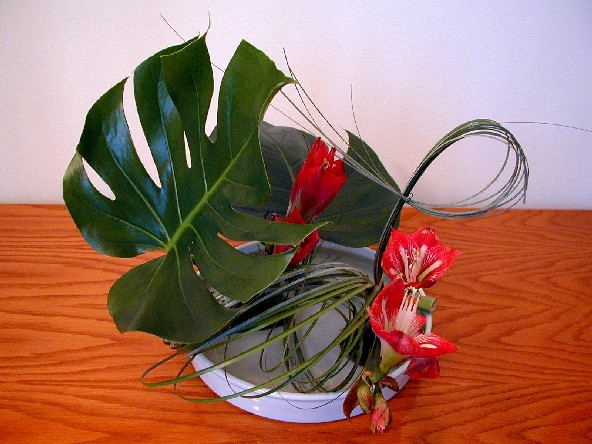
"موري-بانا": يتم في هذا النوع من التنسيق تشكيل كومة من عناصر مختلفة، زهور أغصان أوراق وغيرها.

بعد فترة إصلاحات مييجي (1890 م)، بدأت اليابان تنفتح على العالم، وأخذت طريقها إلى الحداثة. صاحب هذه الفترة ظهور نوع جديد من الـ«إيكيانا» عرف باسم «موري-بانا» (盛り花 = كومة + زهور)، نشأ وتطور بعد أن تم استقدام أنواع جديدة من الزهور من الغرب، كما أثر التطور السريع للمجتمع الياباني في مظاهره. أهم ما ميز هذا النسق هو إعطاء الحرية الكاملة في عملية ترتيب الزهور، يتم استماله في الحدائق بكثرة. يمكن له أن يتلاءم مع الحفلات الرسمية، أو الاستعمالات الشخصية على حد سواء.
على غرار طقوس الشاي (سادو) والخط (شودو)، كان يتم تدريس فن الـ«إيكيبانا» للفتيات الشابات في المدارس التقليدية، تحضيرا لهن لمرحلة الزواج. يعتبر تنسيق الزهور من الفنون اليابانية التقليدية اليوم. يتم ممارسته في العديد من المناسبات، الحفلات والمراسيم، ويقوم الكثير من اليابانيين -وبالأخص اليابانيات- بتخصيص جزء من وقتهم لدراسة هذا الفن.

## إيكيبانا والحب الياباني للطبيعة
ويمكن أن يعزى التطور المرتفع بشكل ملحوظ في فن الأزهار في اليابان إلى الحب الياباني للطبيعة.الناس في جميع البلدان يقدرون الجمال الطبيعي، ولكن في اليابان، التقدير يقترب تقريبا من الدين.وقد شعر اليابانيون دائما بصلة قوية من العلاقة الحميمة مع محيطهم الطبيعي، وحتى في المجمعات الحضرية المعاصرة والأسفلتية المعاصرة، فإنها تظهر رغبة قوية بشكل ملحوظ في أن يكون لها بعض الطبيعة بالقرب منها.الزوار الأجانب لطوكيو غالبا ما يفاجأون أن يلاحظوا أن سائق سيارة أجرة لديهم معلقة مزهرية صغيرة مع زهرة أو اثنين على حافة الزجاج الأمامي.البيت الياباني الذي لا يحتوي في جميع الأوقات على نوع من ترتيب الأزهار نادرة في الواقع.الطبيعة تتغير دائما.تنمو النباتات وتضع أوراق، الزهور تتفتح، والتوت تحمل بانتظام وبشكل متكرر خلال المواسم.الطبيعة لديها إيقاع والنظام الخاص بها.الطبيعة لديها إيقاع والنظام الخاص بها.الوعي من هذه هي الخطوة الأولى في إشراك نفسه في إيكيبانا.من حيث المبدأ، يهدف إيكيبانا ليس في جلب قطعة محدودة من الطبيعة في المنزل، ولكن بدلا من ذلك في اقتراح الطبيعة كلها، من خلال خلق صلة بين الداخل والخارج.هذا هو السبب في أن المروجين من المرجح أن تستخدم عدة أنواع مختلفة من النباتات في ترتيب واحد، وإعطاء أهمية للأوراق وفروع بلا زهرة وكذلك أزهار.حتى عندما يتم استخدام نوع واحد من الزهور، تبذل محاولة لإبراز آثاره كاملة كرمز للطبيعة.
يدرس كل من الرجال والنساء هذا الشكل الفني.في الواقع، في الماضي، كان يعتبر إيكيبانا هواية مناسبة لأصعب الساموراي.  حاليا، والمزارعين زهرة الرائدة هي، بالنسبة للجزء الأكبر، الرجال.  إيكيبانا ليس فقط فن، ولكن احتلال للرجال والنساء على حد سواء.

## معرض صور

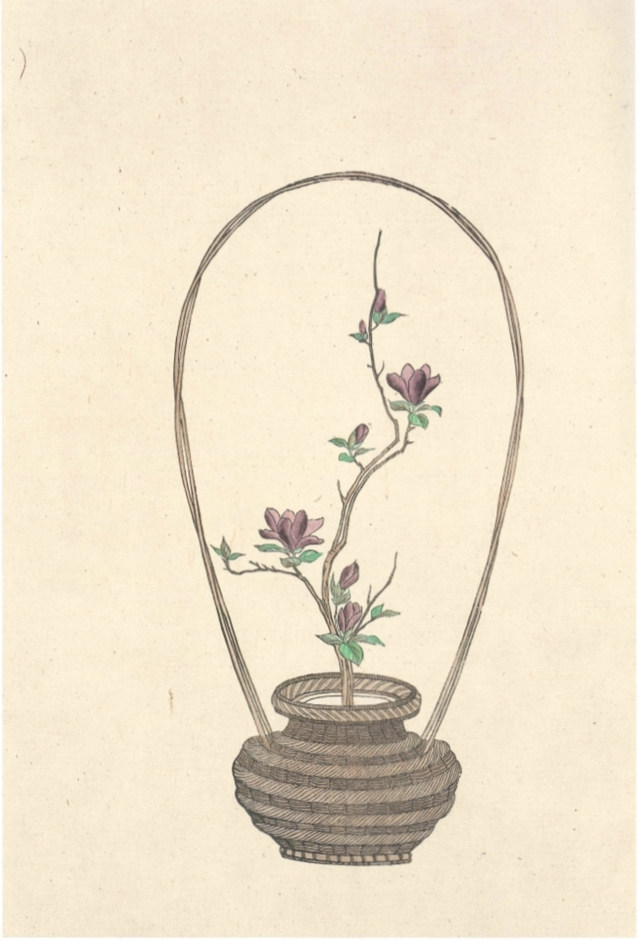
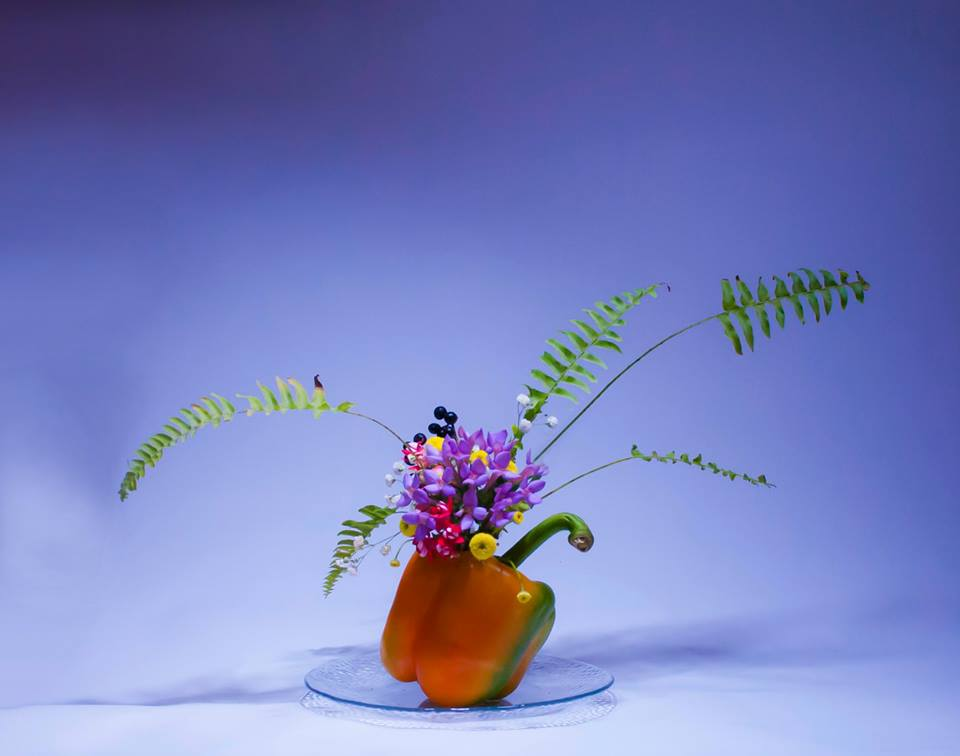
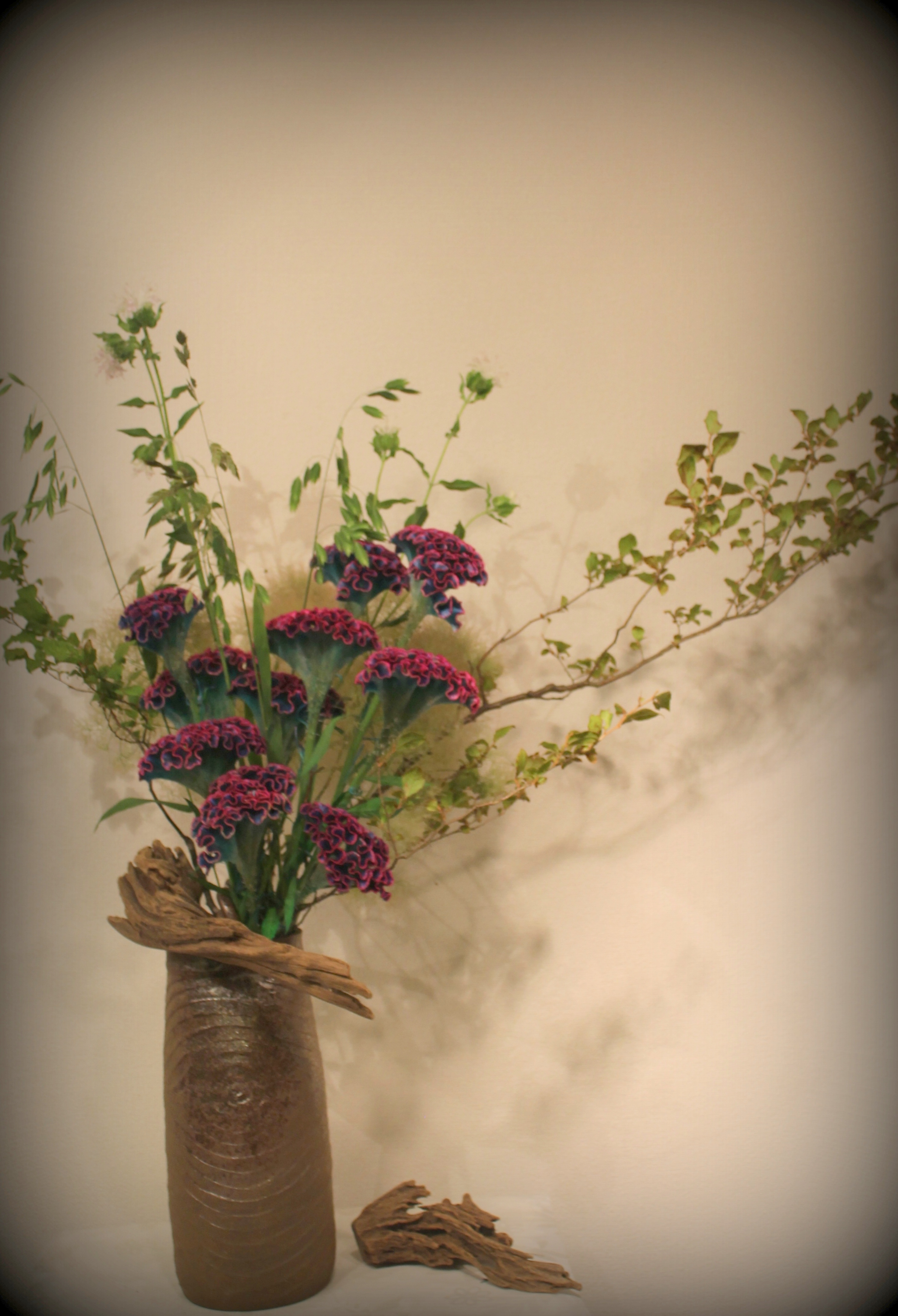
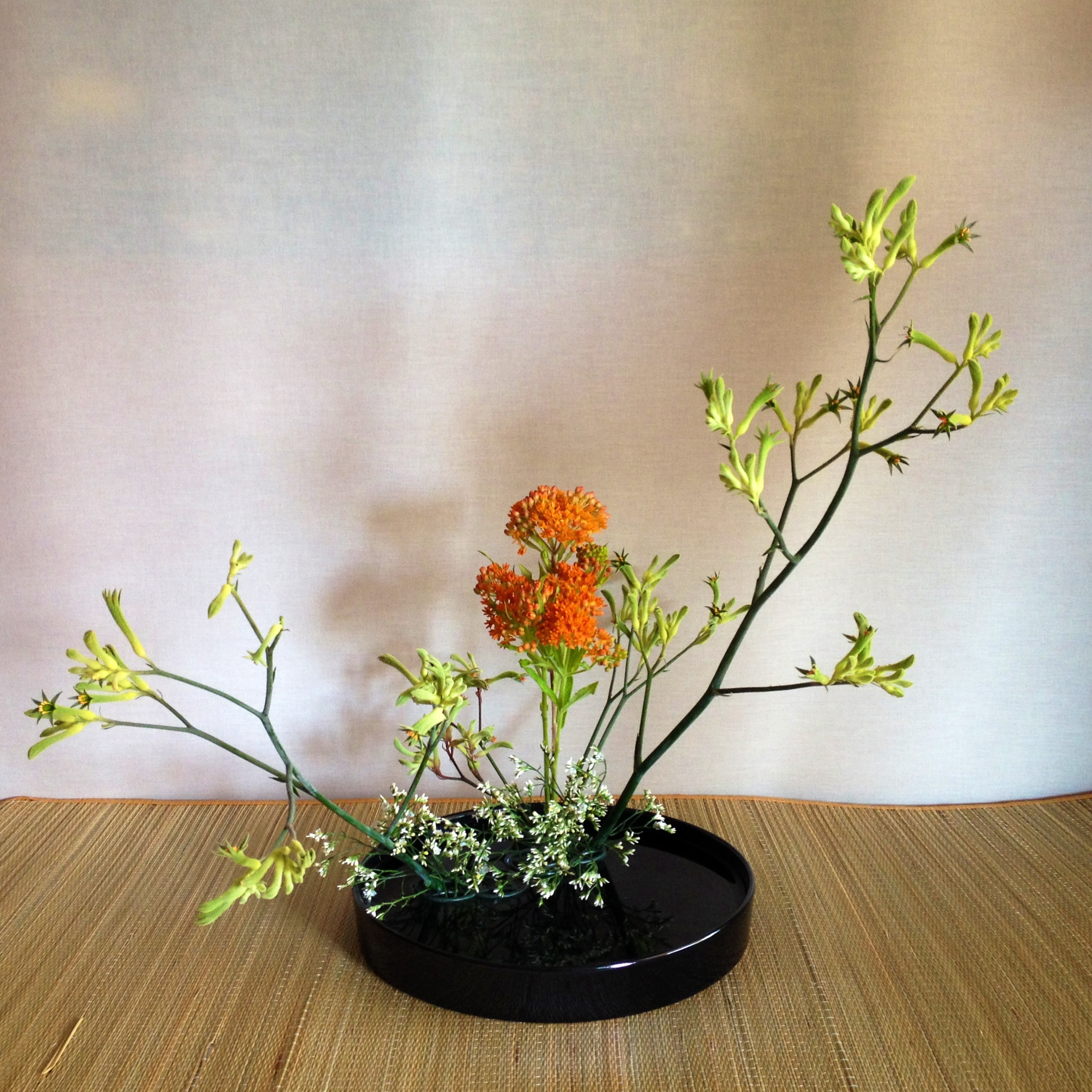